# Pseudopezus binigromaculatus
Pseudopezus binigromaculatus är en skalbaggsart som beskrevs av Stefan von Breuning 1969. Pseudopezus binigromaculatus ingår i släktet Pseudopezus och familjen långhorningar. Inga underarter finns listade i Catalogue of Life.